# Dominik Wójcikowski
Dominik Wójcikowski (ur. 1775 r. w Sandomierzu, zm. 24 listopada 1845 r. w Piekoszowie), prezydent Kielc od 24 lipca 1809 r. do 1810 r.; od 6 lipca 1816 r. do lipca 1818 r. oraz od 1830 r. do 1831 r.

## Życiorys
Walczył w powstaniu kościuszkowskim w kawalerii, został ranny w bitwie pod Szczekocinami. Syn Walentego i Anny z Kwiatkiewiczów. Trzykrotnie żonaty - z Małgorzatą ze Zdebiowskich (1798) i Reginą z Jopkiewiczów  i Agnieszką z Germanowskich (1840) miał pięcioro dzieci. Właściciel m.in. dwóch domów – drewnianego nr 192 i murowanego nr 197 przy ul. Borzęckiej (Bodzentyńskiej).
Sekretarz i pisarz Kielc od 1802 r. (jeszcze w zaborze austriackim), w okresie Księstwa Warszawskiego mianowany przez Rząd Polski prezydentem miasta. Po 1810 r. zawieszony w obowiązkach prawdopodobnie w wyniku śledztwa w sprawie nierozliczonych wydatków na amunicję. Wskutek petycji kilkudziesięciu mieszczan ponownie wprowadzony na urząd 6 lipca 1816 r., oskarżony o zaniedbania podczas inspekcji miasta przez namiestnika Królestwa Polskiego, księcia Józefa Zajączka w lipcu 1818 r. został zmuszony do rezygnacji. Na własną prośbę przeniesiono go na stanowisko adiunkta Komisji Województwa Krakowskiego. W grudniu 1830 r., po ucieczce Stanisława Niewiadomskiego Dominik Wójcikowski po raz trzeci i ostatni został prezydentem Kielc, pełnił tę funkcję do upadku powstania listopadowego. W trakcie powstania, 5 grudnia 1830 r., wypełniając polecenia Rządu Narodowego zarządził powołanie pod broń byłych żołnierzy i podoficerów w Kielcach w celu zasilenia sił zbrojnych Królestwa Polskiego. Przeszedł na emeryturę w 1834 roku.